# إيان جيلارد
إيان جيلارد (بالإنجليزية: Ian Gillard)‏ هو لاعب كرة قدم بريطاني في مركزي الدفاع، ولد في 9 أكتوبر 1950 في لندن في المملكة المتحدة. لعب مع نادي ألدرشوت.

## وصلات خارجية
- إيان جيلارد على موقع قاعدة بيانات كرة القدم.إي يو (الإنجليزية)
- إيان جيلارد على موقع ناشيونال فوتبول تيمز (الإنجليزية)